# Economia della Cambogia

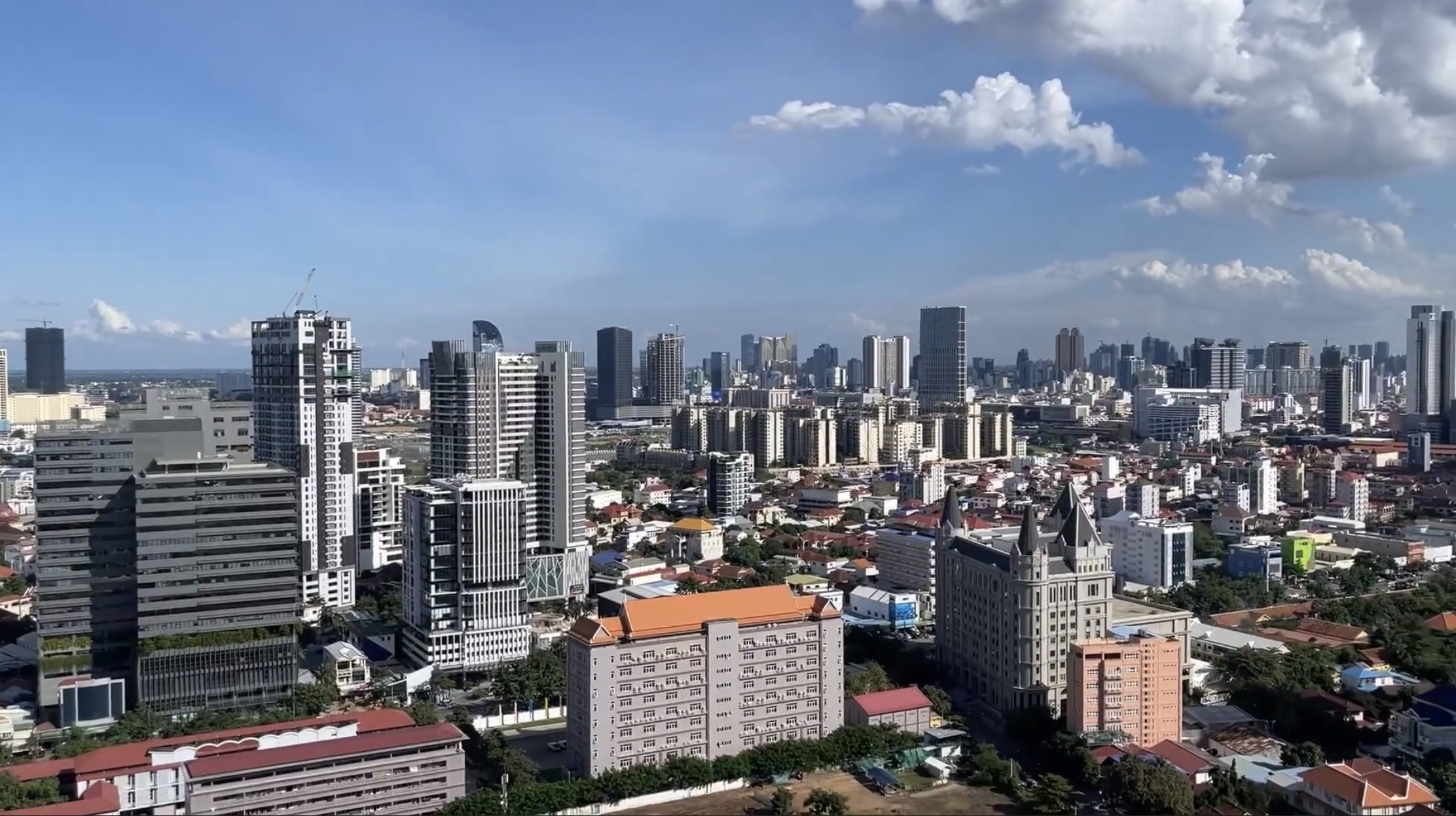
Phnon Pehn è la principale citta economica, commerciale e finanziaria della Cambogia

L'economia della Cambogia, attualmente segue un sistema di economia di mercato, ed ha visto un rapido progresso economico nell'ultimo decennio. Nel 2022, la Cambogia aveva un prodotto interno lordo (PIL) di 28,54 miliardi di dollari. Il reddito pro capite, sebbene in rapido aumento, è basso rispetto alla maggior parte dei paesi vicini. Le due industrie più grandi della Cambogia sono il tessile e il turismo, mentre le attività agricole restano la principale fonte di reddito per molti cambogiani che vivono nelle aree rurali. Il settore dei servizi è fortemente concentrato sulle attività commerciali e sui servizi legati alla ristorazione. Di recente, la Cambogia ha segnalato la scoperta di riserve di petrolio e gas naturale al largo della costa.

## Agricoltura e allevamento e pesca
L’agricoltura rappresenta il 22 percento del PIL della Cambogia e impiega circa 3 milioni di persone. I principali prodotti del settore primario sono riso, gomma, grano, ortaggi, anacardi, tapioca e seta.
Le principali colture secondarie alla fine degli anni '80 erano mais, manioca, patate dolci, arachidi, soia, semi di sesamo, fagioli secchi e gomma. Secondo Phnom Penh, nel 1986 il Paese produceva 92.000 tonnellate di mais, 100.000 tonnellate di manioca, circa 34.000 tonnellate di patate dolci e 37.000 tonnellate di fagioli secchi. Nel 1987, i funzionari locali esortarono i residenti delle diverse regioni agricole del Paese a intensificare la coltivazione di colture alimentari sussidiarie, in particolare di colture amidacee, per compensare il deficit di riso causato da una grave siccità.

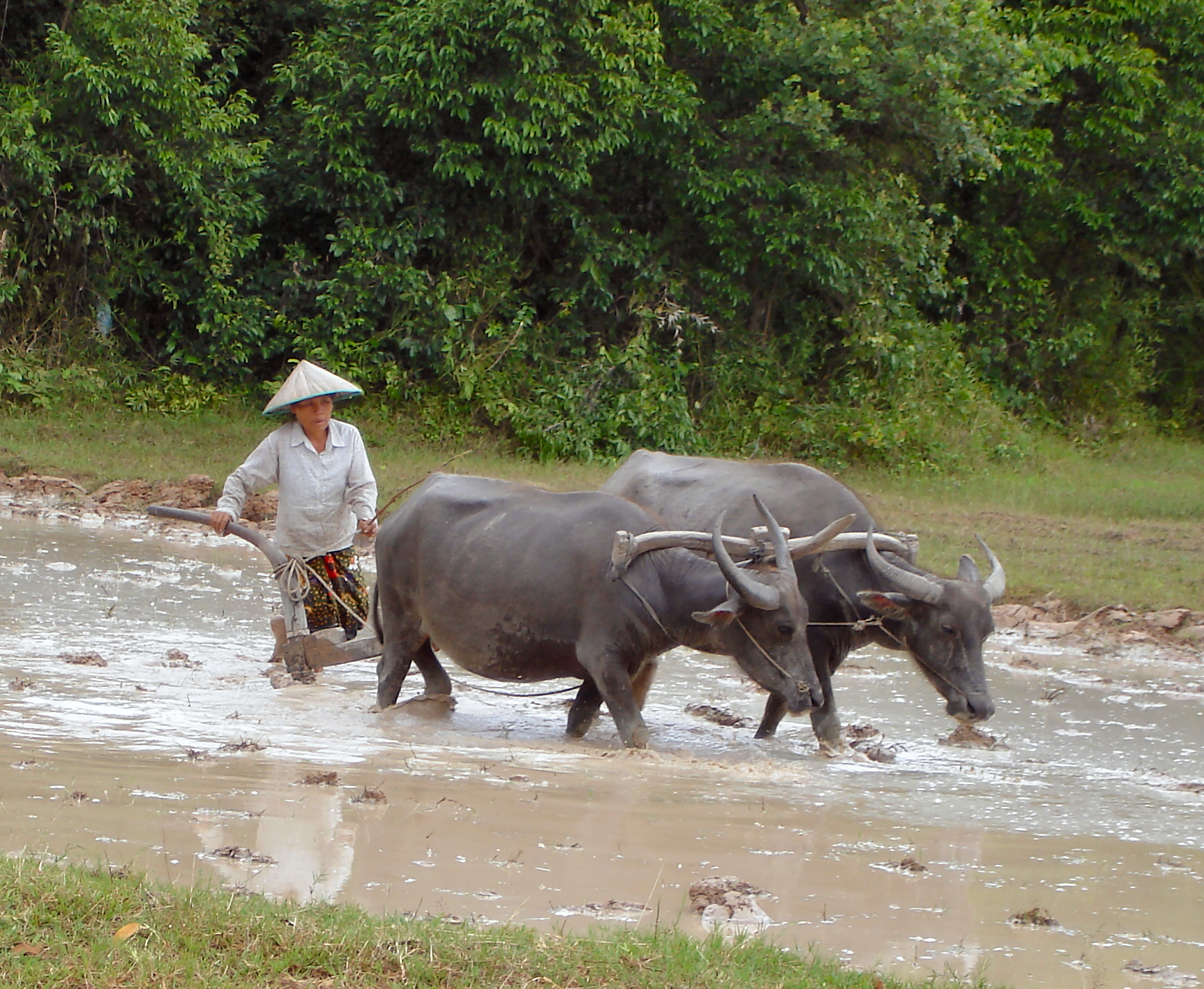
Bufali d'acqua nelle risaie

La principale coltura commerciale è la gomma. Negli anni '80 era un'importante materia prima, seconda solo al riso, e una delle poche fonti di valuta estera del Paese. Le piantagioni di gomma furono gravemente danneggiate durante la guerra (furono distrutti fino a 20.000 ettari) e la ripresa fu molto lenta. Nel 1986 la produzione di gomma ammontava a circa 24.500 tonnellate (da una superficie di 36.000 ettari, principalmente nella provincia di Kampong Cham), ben al di sotto della produzione prebellica del 1969, pari a 50.000 tonnellate (prodotte da una superficie di 50.000 ettari).
Il governo iniziò a esportare gomma e prodotti in gomma nel 1985. Un importante cliente fu l'Unione Sovietica, che importò poco più di 10.000 tonnellate di gomma naturale cambogiana all'anno nel 1985 e nel 1986. Alla fine degli anni '80, il Vietnam aiutò la Cambogia a ripristinare gli impianti di lavorazione della gomma. Il Primo Piano fece della gomma la seconda priorità economica, con un obiettivo di produzione di 50.000 tonnellate – su un'area coltivata ampliata di 50.000 ettari – entro il 1990.
Altre colture commerciali includevano la canna da zucchero, il cotone e il tabacco. Tra queste colture secondarie, il Primo Piano enfatizzò la produzione di juta, che avrebbe dovuto raggiungere l'obiettivo di 15.000 tonnellate nel 1990.

## Industria

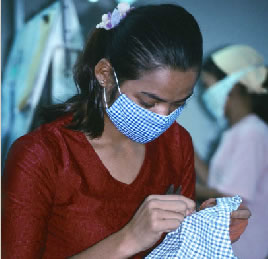
Operaia di una fabbrica di abbigliamento in Cambogia

Le principali industrie sono tessili, turistiche, vestiarie, macinazione del riso, lignee e lavorazione del legno, produzione di gomma, edilizie e minerarie. L'industria vestiaria, che occupa più di 320.000 persone, dopo la scadenza del Accordo multifibre il 1º gennaio 2005, è costretta a competere con i bassi prezzi di Cina, India, Vietnam e Bangladesh. L'industria dell'abbigliamento rappresenta la quota maggiore del settore manifatturiero della Cambogia e rappresenta l'80% delle esportazioni del Paese. Nel 2012, le esportazioni sono cresciute fino a 4,61 miliardi di dollari, con un aumento dell'8% rispetto al 2011. Nella prima metà del 2013, l'industria dell'abbigliamento ha registrato esportazioni per un valore di 1,56 miliardi di dollari.
Nel 2005 sono stati trovati giacimenti sfruttabili di petrolio entro le acque territoriali della Cambogia; se attuabili, le estrazioni si inizieranno probabilmente all'inizio del prossimo decennio, mentre le autorità cambogiane sperano di cominciare a sfruttarle entro il 2009. Secondo le previsioni dell'ONU, della Banca Mondiale e dell'Università di Harvard, grazie alla scoperta dei giacimenti la Cambogia potrebbe diventare protagonista del mercato mondiale dell'energia a livello regionale, se non mondiale, aumentandone l'importanza geostrategica. Sempre secondo la Banca Mondiale le riserve energetiche complessive del paese ammontano a 2 miliardi di barili di petrolio e 283 miliardi di metri cubi di gas naturale e potrebbero fruttare fino a 1,5 miliardi di euro all'anno. Inter press service riporta nel febbraio 2009 le dichiarazioni della Global Witness che affermano che il petrolio comincerà ad affluire nel 2011 e i ricavi saranno di 174 milioni di dollari in questo primo anno, mentre il picco delle estrazioni sarà nel 2021 e il ricavo arriverà a 1,7 miliardi di dollari.  
Esperti affermano che gli enormi nuovi introiti derivanti da questi giacimenti possono permettere a Hun Sen di fare a meno di finanziamenti esterni. Inoltre il governo cambogiano ha accennato di un possibile avvio di un'industria mineraria, soprattutto nel nord del paese, con la possibilità di estrarre bauxite, oro, ferro e gemme preziose.

## Servizi e terziario

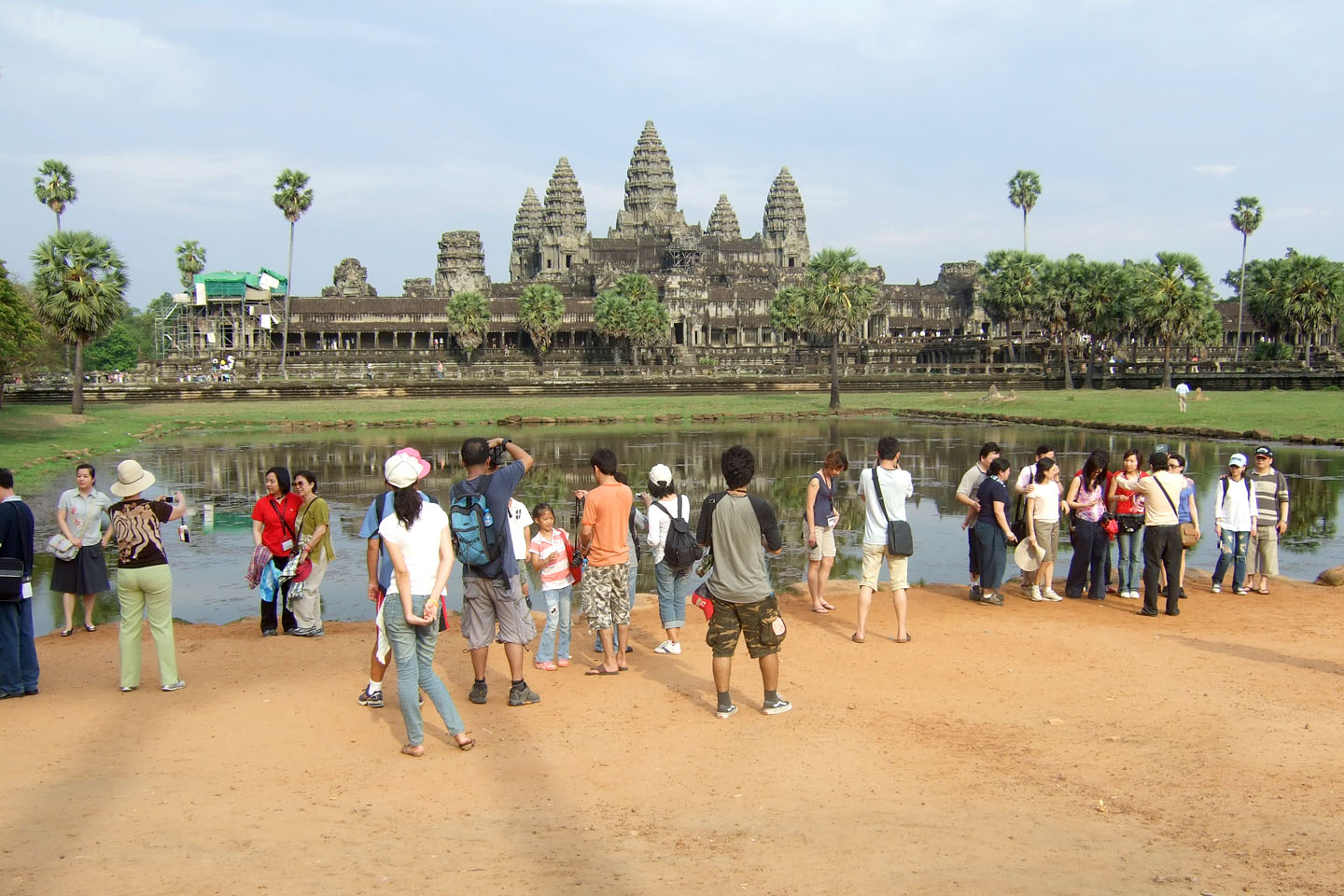
Ogni anno, quasi 2,6 milioni di turisti visitano Angkor Wat a Siem Reap, in Cambogia.

L'industria del turismo è la seconda fonte di valuta forte del paese dopo l'industria tessile. Gli arrivi di visitatori internazionali nel 2018 hanno superato i sei milioni, un aumento di dieci volte dall'inizio del 21° secolo mentre nel 2024 sono arrivati in Cambogia 6.700.125 turisti. Il turismo impiega il 26% della forza lavoro del paese, che si traduce in circa 2,5 milioni di posti di lavoro per Cambogiani.
Oltre a Phnom Penh e Angkor Wat, altre destinazioni turistiche includono Sihanoukville nel sud-ovest, che vanta diverse spiagge famose, e Battambang nel nord-ovest, entrambe tappe popolari per i backpacker che costituiscono una parte significativa dei visitatori della Cambogia. Anche la zona intorno a Kampot e Kep, inclusa la Bokor Hill Station, è di interesse per i visitatori. Il turismo è aumentato costantemente ogni anno nel periodo relativamente stabile dalle elezioni dell'UNTAC del 1993.
La maggior parte degli arrivi internazionali nel 2018 era cinese. Le entrate del turismo hanno superato i 4,4 miliardi di dollari nel 2018, rappresentando quasi il 10% del prodotto nazionale lordo del regno. Il parco storico di Angkor Wat nella provincia di Siem Reap, le spiagge di Sihanoukville, la capitale Phnom Penh e i 150 casinò della Cambogia (in aumento rispetto ai soli 57 del 2014) sono le principali attrazioni per i turisti stranieri.

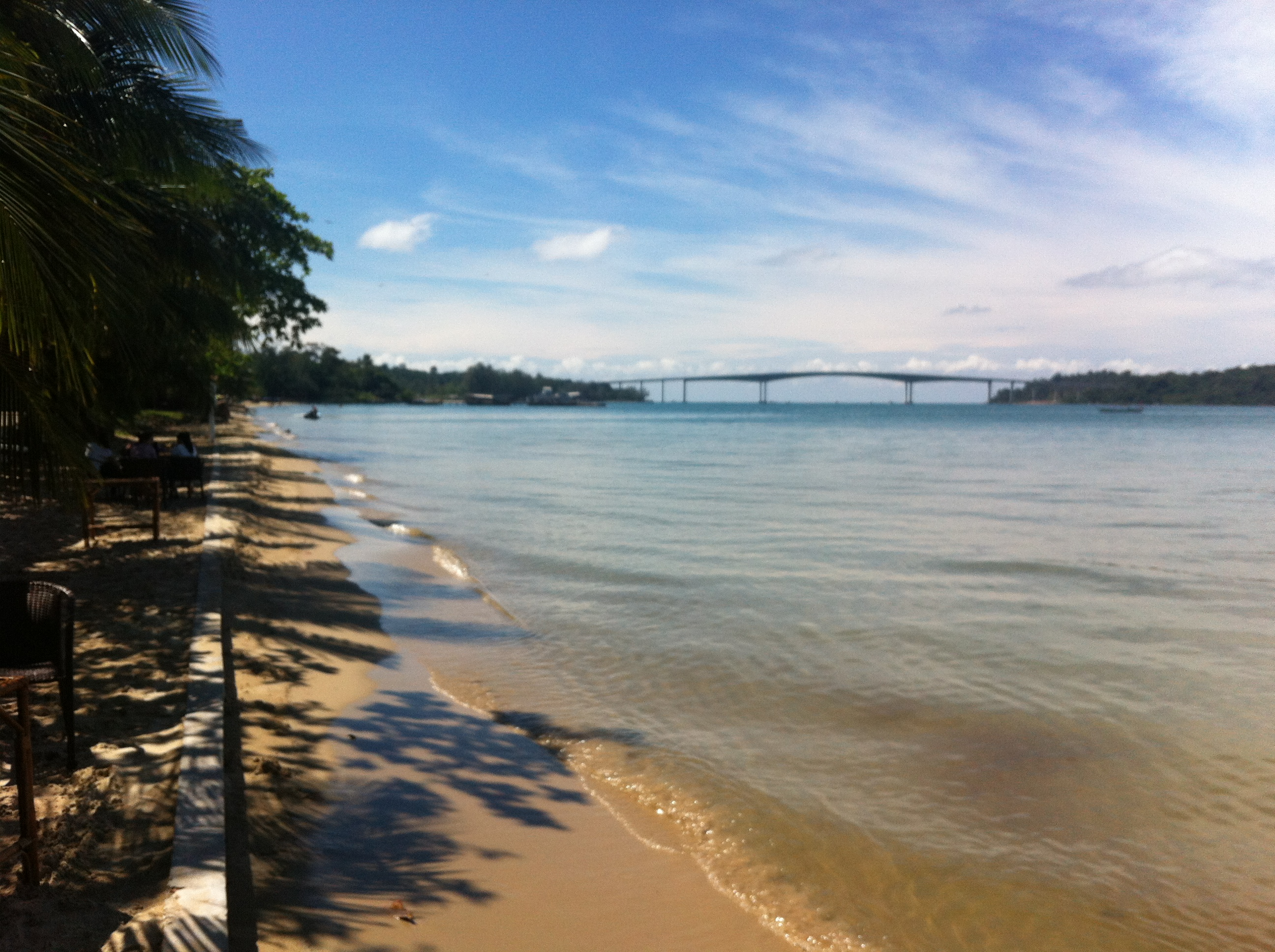
Sihanoukville

La reputazione della Cambogia come destinazione turistica sicura è stata ostacolata da disordini civili e politici e diversi esempi di alto profilo di gravi crimini commessi contro i turisti in visita nel regno.
L'industria dei souvenir turistici in Cambogia impiega molte persone nei principali luoghi di interesse. La quantità di souvenir prodotta è insufficiente per far fronte al crescente numero di turisti. La maggior parte dei prodotti venduti ai turisti nei mercati viene importata da Cina, Thailandia e Vietnam. Per quanto riguarda il settore bancario e borsistico, le finanze dello stato asiatico sono gestite dalla Banca nazionale della Cambogia, mentre il mercato borsistico dalla Cambodia Securities Exchange.